# Dragonriders of Pern
Dragonriders of Pern est un jeu vidéo de stratégie créé par Jim Connelley et publié par Epyx en 1983 sur Atari 8-bit et Commodore 64. Le jeu est basé sur la série de romans de science-fiction et de fantasy La Ballade de Pern de Anne McCaffrey. Le jeu se focalise sur la stratégie et notamment sur la diplomatie, le joueur devant former des alliances entre les différentes factions du jeu. Il inclut également des séquences d’action lors desquelles le joueur est amené à combattre directement ses ennemis,. Le jeu est développé après le départ de Jon Freeman d’Automated Simulations. La direction du studio est alors profondément remaniée et son nouveau directeur, David Morse, décide de la rebaptiser Epyx. L’entreprise commence alors à se focaliser sur des jeux de combat et d’action plutôt que sur des jeux d’aventures. Jim continue néanmoins à travailler sur Dragonriders Of Pern, mais ses ventes très inférieures à celle d’un jeu d’action comme Jumpman confortent la direction dans sa décision. Jim quitte alors Epyx avec plusieurs programmeurs du studio.